# Gábor Albert
Gábor Albert (n. 30 octombrie 1929, Egyházasharaszti, Districtul Siklós, Regatul Ungariei, Ungaria – d. 8 decembrie 2017, Budakeszi, Pesta, Ungaria) a fost un scriitor, romancier, jurnalist, traducător, bibliotecar maghiar.